# Max Scheifele
Max Scheifele (* 13. Dezember 1920 in Karlsruhe; † 9. Oktober 2013) war ein deutscher Forstbeamter und -wissenschaftler. Er leitete von 1974 bis 1985 die Landesforstverwaltung Baden-Württembergs. Nach seiner Pensionierung trat er mit einer Reihe forstgeschichtlicher Bücher hervor. Scheifele war ein Spezialist auf dem Gebiet der Flößerei-Geschichte des Schwarzwaldes.

## Leben und Wirken
Max Scheifele wurde am 13. Dezember 1920 in Karlsruhe geboren. 1939 legte er in Offenburg sein Abitur ab. Anschließend wurde er zum Reichsarbeits- und Kriegsdienst eingezogen. Nach Beendigung des Zweiten Weltkriegs studierte er Forstwissenschaften an der Forstlichen Fakultät der Georg-August-Universität Göttingen in Hann. Münden sowie an der Naturwissenschaftlich-mathematischen Fakultät der Albert-Ludwigs-Universität Freiburg, wo er 1948 auch die Hochschulschlussprüfung absolvierte. Anschließend folgte das Referendariat, das er unter anderem im Forstamt Gernsbach ableistete und 1949 mit der Großen Forstlichen Staatsprüfung als Forstassessor abschloss. In der Baden-Württembergischen Landesforstverwaltung war Scheifele zunächst im Personalreferat der Landesforstverwaltung Südbaden und im Landesjagdamt Freiburg als Sachbearbeiter tätig. Von 1952 bis 1954 betätigte er sich als Forsteinrichter und wurde dann zum Leiter des Forstamtes Breisach am Rhein ernannt. In dieser Funktion leitete er auch ein großes Wiederaufforstungsprogramm im Grundwasserabsenkungsgebiet am Oberrhein.
Seine Neigung zur Forstgeschichte bewies er schon frühzeitig und promovierte 1957 bei Kurt Mantel mit der Dissertationsschrift Die Forstorganisation in Baden seit 1803. Ein Beitrag zur Forstgeschichte Südwestdeutschlands an der Universität Freiburg zum Dr. rer. nat. Diese Darstellung eröffnete als Band 1 auch die seither kontinuierlich fortgesetzte Schriftenreihe der Landesforstverwaltung Baden-Württemberg. Daneben beschäftigte sich Scheifele während seiner beruflichen Laufbahn auch stets mit dem ausländischen Forstwesen. Studienreisen führten ihn nach Frankreich, Österreich, Großbritannien, in die Niederlande und in die Schweiz.
1958 wurde Scheifele an das Ministerium für Ernährung, Landwirtschaft und Forsten in Baden-Württemberg berufen. Dort leitete er in den folgenden Jahren nacheinander mehrere Referate, darunter fast acht Jahre lang das Referat für biologische Produktion, Forstliches Versuchswesen, Raumordnung und Landesplanung. In dieser Zeit gab er der Forsteinrichtung zahlreiche neue Impulse. Scheifele entwickelte nicht nur neue Grundsätze und Richtlinien zur Holzartenwahl und deren waldbaulicher Behandlung, sondern konzipierte auch ein Verfahren zur Kartierung von Waldfunktionen, das in der Folge von allen Bundesländern übernommen wurde. Diese Verdienste führten dazu, dass er von 1963 bis 1970 auch die Leitung der Arbeitsgemeinschaft Forsteinrichtung für das gesamte Bundesgebiet innehatte.
1971 übernahm Scheifele im Stuttgarter Ministerium das Referat für Organisation, Aus- und Fortbildung und Entwicklungshilfe. Dort begann er damit, einen zeitgemäßen Führungsstil in die Forstverwaltung einzuführen, wozu er sich auch mit der Neuorganisation der Forstämter und Reformen bei der Fortbildung des Personals befasste. 1972 wurde er zum Stellvertreter von Landesforstpräsident Hubert Rupf ernannt. Als Rupf in Pension ging, übernahm Scheifele zum 1. Juli 1974 als sein Nachfolger die Leitung der Landesforstverwaltung, die er bis zur Pensionierung 1985 innehatte. Landesforstpräsident Scheifele betrieb maßgeblich die Einführung moderner Führungs- und Arbeitskonzepte in der Staatsforstverwaltung und setzte eine Neuordnung des Forstrechts durch. Dazu gehörten auch die Integration von Forstwirtschaft und Forstwissenschaft in die Landesplanung und Landespflege sowie – mit stärkerer Außenwirkung – eine aktive Rolle der Forstverwaltung auf den Feldern Naturschutz und Erholung im Wald. Scheifele regte zudem die Entwicklung regionaler Waldbaurichtlinien an und unterstützte seinen Referatsleiter Peter Weidenbach bei der Konzeptionierung eines naturnahen Waldbaus für den Staatswald Baden-Württembergs.
Nach seiner Pensionierung 1985 widmete sich Scheifele wieder verstärkt seinen forstgeschichtlichen Leidenschaften. Bereits 1988 legte er das Standardwerk Die Murgschifferschaft. Geschichte des Floßhandels, des Waldes und der Holzindustrie im Murgtal vor, passend zur Feier des 500-jährigen Bestehens dieser ältesten deutschen Forstgenossenschaft. Diesem Buch ließ er weitere Darstellungen zur Geschichte der Flößerei im Schwarzwald folgen, darunter das mit dem Landespreis für Heimatforschung ausgezeichnete Werk Als die Wälder auf Reisen gingen. Wald, Holz, Flößerei in der Wirtschaftsgeschichte des Enz-Nagold-Gebiets. Neben seinen Büchern veröffentlichte Max Scheifele im Lauf der Jahrzehnte auch immer wieder Beiträge in Fachzeitschriften und hielt zahlreiche Vorträge.
Für seine Verdienste um die Modernisierung der Forstwirtschaft und einen naturgemäßen Waldbau zeichnete ihn die Forstwissenschaftliche Fakultät der Ludwig-Maximilians-Universität München 1987 mit der Karl-Gayer-Medaille aus. 1996 verlieh ihm seine frühere Alma Mater für seine forsthistorischen Untersuchungen die Ehrendoktorwürde.
Max Scheifele lebte zuletzt in Stuttgart.

## Auszeichnungen
- 1987 – Karl-Gayer-Medaille der Ludwig-Maximilians-Universität München
- 1996 – Ehrendoktorwürde der Forstwissenschaftlichen Fakultät der Albert-Ludwigs-Universität Freiburg
- 1996 – baden-württembergischer Landespreis für Heimatforschung (für sein Buch Als die Wälder auf Reisen gingen)

## Schriften
- Die Forstorganisation in Baden seit 1803. Ein Beitrag zur Forstgeschichte Südwestdeutschlands, Dissertationsschrift, Freiburg im Breisgau 1957 (im Buchhandel unter diesem Titel als Band 1 der Schriftenreihe der Landesforstverwaltung Baden-Württemberg, Karlsruhe 1957)
- als Bearbeiter zusammen mit Ulrich Ammer: Denkschrift zur Situation der Landschaft im südlichen Oberrheingebiet. Landschaftsrahmenplan. Ein Beitrag zum europäischen Naturschutzjahr 1970, Stuttgart 1970
- Die Murgschifferschaft. Geschichte des Floßhandels, des Waldes und der Holzindustrie im Murgtal (mit Beiträgen von Casimir Katz und Eckart Wolf), Gernsbach 1988 (unter diesem Titel auch als Band 66 der Schriftenreihe der Landesforstverwaltung Baden-Württemberg, Stuttgart 1988; 2. Auflage, Gernsbach 1995, ISBN 3-925825-20-7)
- Die Flößerei auf der Ettlinger Alb. Aus der Geschichte des Albtales, Gernsbach 1993 (ISBN 3-925825-60-6)
- Als die Wälder auf Reisen gingen. Wald, Holz, Flößerei in der Wirtschaftsgeschichte des Enz-Nagold-Gebiets, Schriftenreihe der Landesforstverwaltung Baden-Württemberg (Band 77), Freiburg im Breisgau 1995 ISBN 3765081647
- Aus der Waldgeschichte des Schwarzwaldes. Die Trift von Brenn- und Kohlholz. Wenn Grenzsteine reden, Stuttgart 2004 (ISBN 3-87181-010-X)